# Punción lumbar

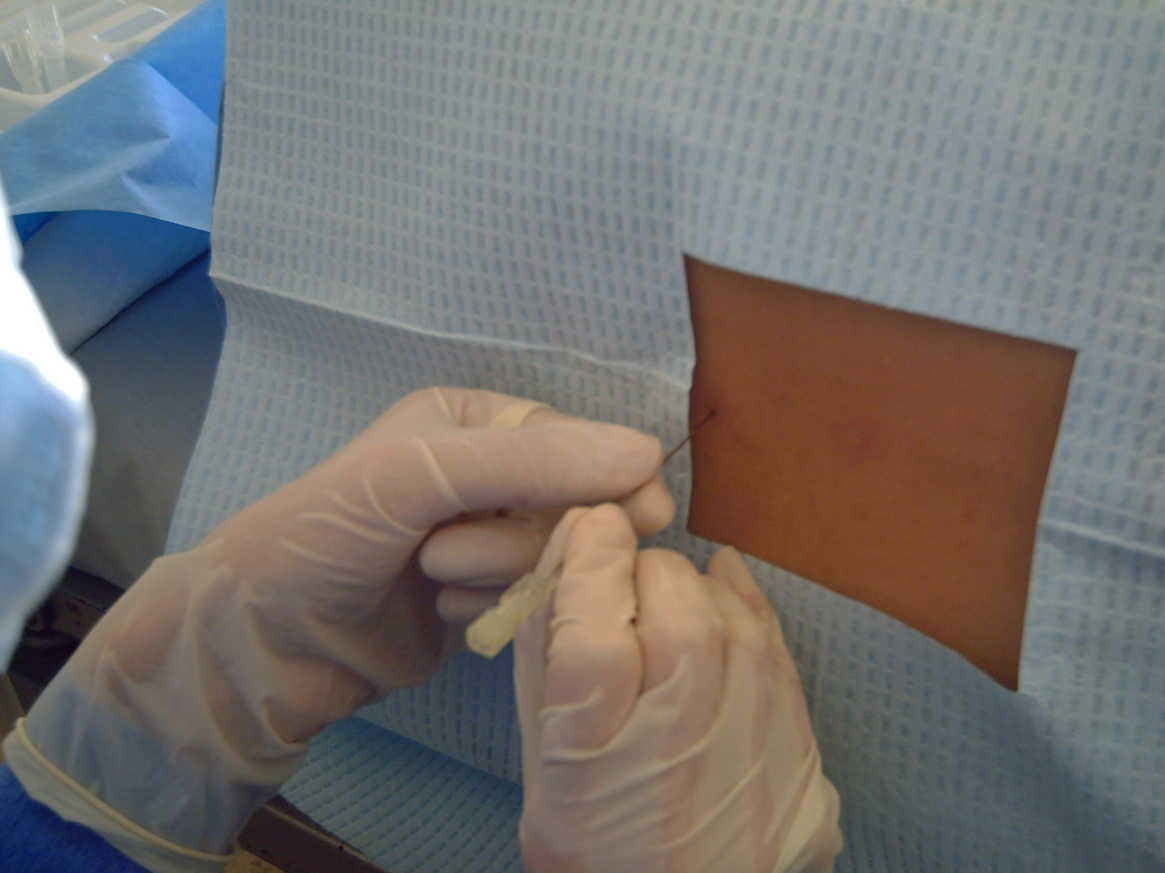
Médico realizando el procedimiento de punción lumbar en un adulto en posición de decúbito lateral derecho. Se puede notar el uso de campo fenestrado (de color azul) para evitar la contaminación de los equipos con la piel circundante. Previamente se realizó la antisepsia con yodo-povidona y se administró anestesia local (lidocaína) para disminuir el dolor durante el procedimiento.

En medicina la punción lumbar o punción espinal, es un procedimiento que comúnmente se realiza para obtener muestras de líquido cefalorraquídeo (también llamado líquido espinal o cerebroespinal) con fines diagnósticos para un análisis bioquímico, microbiológico y citológico, pero que, en ciertas ocasiones, se realiza con fines terapéuticos para instilar fármacos antineoplásicos o para disminuir la presión dentro del sistema nervioso central. En menor grado, también ha sido utilizada para la administración de radionucléidos para la realización de cisternografía con fines diagnósticos oncológicos.
Consiste en la inserción de una aguja en el espacio subaracnoideo  de la médula espinal (que es el que contiene el líquido cefalorraquídeo o líquido cerebroespinal) a nivel del espacio intervertebral entre la tercera y la cuarta vértebra de la columna lumbar del paciente adulto o entre la cuarta y quinta vértebra lumbar del niño (para evitar lesiones de los nervios de la cola de caballo cuya ubicación es más baja en los pacientes pediátricos).

## Propósitos
El propósito más común para recoger una muestra de líquido cefalorraquídeo mediante una punción lumbar es confirmar o descartar la sospecha de meningitis, ya que no hay otra herramienta fiable con la que la meningitis pueda ser excluida y es a menudo una amenaza para la vida, pero una condición muy tratable. 
Los niños pequeños comúnmente requieren punción lumbar como parte de la rutina para diagnosticar la fiebre sin motivo, ya que tienen un riesgo mucho mayor de meningitis que las personas de mayor edad y no siempre muestran signos de irritación meníngea.
En cualquier grupo de edad, una hemorragia subaracnoidea, hidrocefalia, hipertensión intracraneal, esclerosis múltiple y muchos otros diagnósticos pueden ser confirmados o descartados con esta prueba.

## Indicaciones
- Alteración de la producción, circulación y absorción del líquido cefalorraquídeo
- Alteración de la conciencia de origen no determinado
- Enfermedades infecciosas del sistema nervioso central
- Sospecha de hemorragia subaracnoidea
- Diagnóstico y tratamiento de enfermedades onco-hematológicas con afectación del sistema nervioso central

## Contraindicaciones
• Hipertensión 

• Papiledema

• Hernia del uncus

• Traumatismo de cráneo

• Trastornos severos (congénitos o adquiridos) de la coagulación

• Deformidades de la columna

• Procesos infecciosos de la piel en el sitio de la punción

## Método de aplicación
Previo al proceso se desinfecta la zona de punción con una solución yodada. El proceso no implica más que la pequeña molestia en el momento de la punción para la anestesia cutánea. Una vez anestesiado el lugar de punción, se inserta una aguja con un mandril en su interior (aguja de punción lumbar) entre las vértebras lumbares L3 y L4 (o L4 y L5), lugares escogidos debido a las facilidades anatómicas que posee la columna a ese nivel y a que la médula termina entre L1 y L2 en adultos, y entre L2 y L3 en niños, hasta llegar al canal raquídeo (espacio subdural). El LCR fluye pasivamente gracias a la presión del mismo y no debe ser aspirado bajo ningún concepto. La cantidad de líquido recogido deberá ser la mínima indispensable y dependerá del tipo de análisis a realizar y de la enfermedad que se esté investigando.
Después, el paciente deberá permanecer en posición supina (boca arriba) entre 4 a 6 horas y beber mucho líquido para facilitar la recuperación y evitar la ocurrencia de una de las complicaciones más frecuentes, la cefalea postpunción.

## Complicaciones
• Cefalea postpunción 

• Enclavamiento amigdalino

• Infección

• Dolor local

• Rigidez de nuca

• Paro cardiorrespiratorio

## Interpretación
El análisis del líquido cefalorraquídeo incluye generalmente un recuento celular y la determinación de las concentraciones de glucosa y proteínas. Los demás estudios analíticos del líquido cefalorraquídeo se realizan en función de la sospecha diagnóstica.

### Determinación de la presión

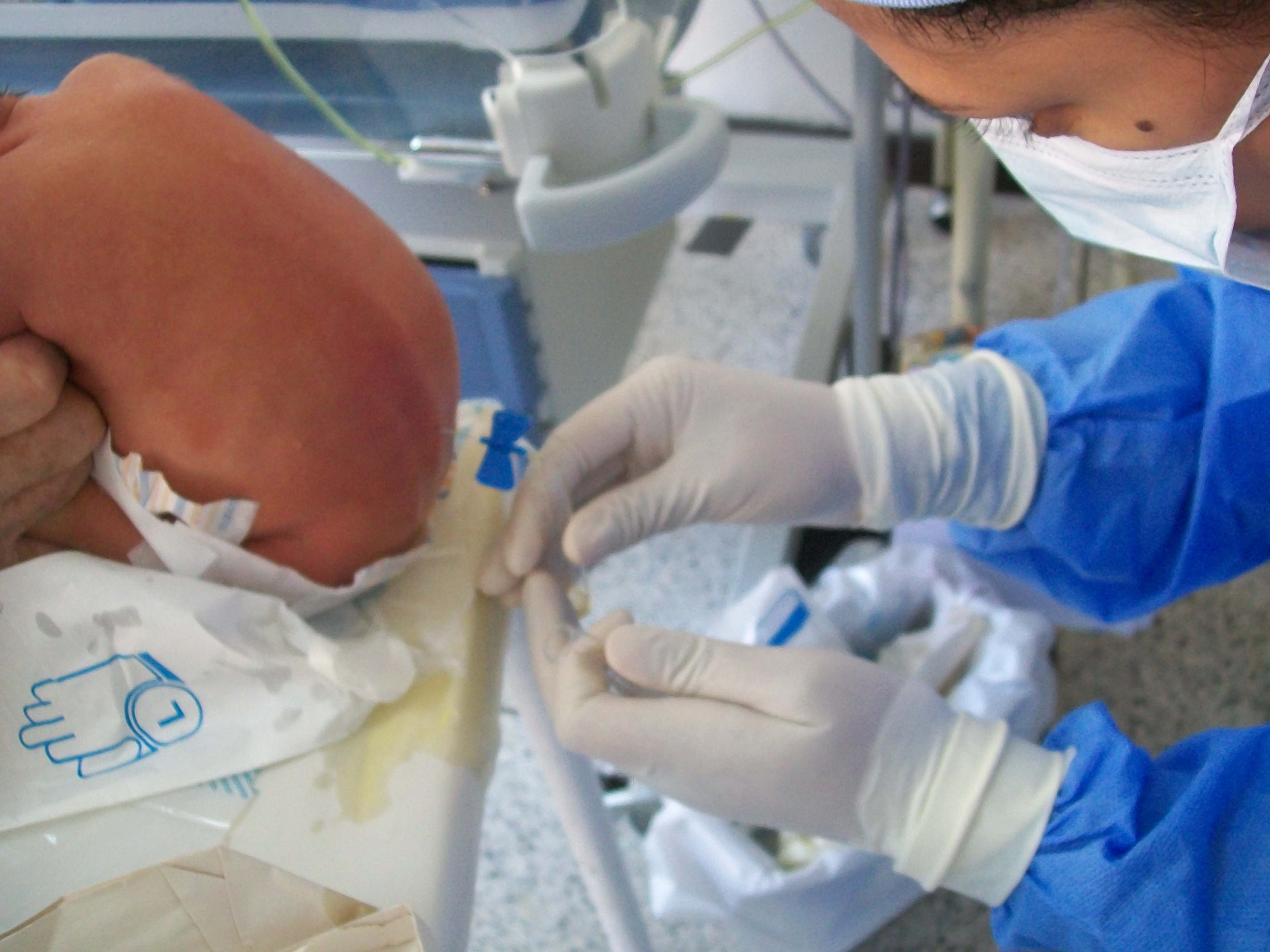
Punción lumbar en un niño con sospecha de meningitis.

El aumento de la presión del LCR puede indicar insuficiencia cardíaca congestiva, edema cerebral, hemorragia subaracnoidea, hipoosmolalidad resultante de hemodiálisis, inflamación meníngea, meningitis purulenta o meningitis tuberculosa, hidrocefalia o pseudotumor cerebral. En el contexto de una presión elevada (o hidrocefalia de presión normal, en la que la presión es normal pero hay un exceso de LCR), la punción lumbar puede ser terapéutica.
La disminución de la presión del LCR puede indicar obstrucción subaracnoidea completa, fuga de líquido cefalorraquídeo, deshidratación grave, hiperosmolalidad o colapso circulatorio. Los cambios significativos en la presión durante el procedimiento pueden indicar tumores u obstrucción espinal que dan lugar a una gran acumulación de LCR, o hidrocefalia asociada a grandes volúmenes de LCR.

### Contaje celular
La presencia de glóbulos blancos en el líquido cefalorraquídeo se denomina pleocitosis. Un pequeño número de monocitos puede ser normal; la presencia de granulocitos es siempre un hallazgo anormal. Un gran número de granulocitos suele anunciar una meningitis bacteriana. Los leucocitos también pueden indicar reacciones a punciones lumbares repetidas, reacciones a inyecciones previas de medicamentos o colorantes, hemorragia del sistema nervioso central, leucemia, crisis epiléptica reciente o un tumor metastásico. Cuando la sangre periférica contamina el LCR extraído, una complicación común del procedimiento, los glóbulos blancos estarán presentes junto con los eritrocitoss, y su proporción será la misma que la de la sangre periférica.[cita requerida]
El hallazgo de eritrofagocitosis, donde eritrocitos fagocitados, significa hemorragia en el LCR que precedió a la punción lumbar. Por lo tanto, cuando se detectan eritrocitos en la muestra de LCR, la eritrofagocitosis sugiere causas distintas de una punción traumática, como hemorragia intracraneal y encefalitis herpética hemorrágica. En cuyo caso, se justifica la realización de más investigaciones, como la obtención de imágenes y el cultivo vírico.

### Microbiología
El LCR puede enviarse al laboratorio de microbiología para realizar varios tipos de frotis y cultivos para diagnosticar infecciones.
- La tinción de Gram puede demostrar la presencia de bacterias grampositivas en la meningitis bacteriana.[5]
- Cultivo microbiológico es el patrón oro para detectar la meningitis bacteriana. Las bacterias, los hongos y los virus pueden cultivarse mediante diferentes técnicas.
- Reacción en cadena de la polimerasa (PCR) ha supuesto un gran avance en el diagnóstico de algunos tipos de meningitis, como la meningitis por herpesvirus y enterovirus. Tiene una alta sensibilidad y especificidad para muchas infecciones del SNC, es rápida y puede realizarse con pequeños volúmenes de LCR. Aunque las pruebas son caras, los análisis de costes de las pruebas de PCR en pacientes neonatales demostraron un ahorro a través de la reducción del coste de hospitalización.[6][7]
- Numerosas pruebas mediadas por anticuerpos para el LCR están disponibles en algunos países: incluyen pruebas rápidas para antígenos de patógenos bacterianos comunes, títulos treponémicos para el diagnóstico de neurosífilis y enfermedad de Lyme, anticuerpo Coccidioides, y otros.
- La prueba de tinta china se sigue utilizando para la detección de meningitis causada por Cryptococcus neoformans,[8][9] pero la prueba del antígeno criptocócico (CrAg) tiene una mayor sensibilidad.[10]

### Química
Varias sustancias que se encuentran en el líquido cefalorraquídeo están disponibles para su medición diagnóstica.
- Glucosa está presente en el LCR; el nivel suele ser aproximadamente el 60% del de la circulación periférica.[11] Por lo tanto, se puede realizar una punción digital o venopunción en el momento de la punción lumbar para evaluar los niveles periféricos de glucosa y determinar un valor previsto de glucosa en el LCR. La disminución de los niveles de glucosa[12] puede indicar hongos, tuberculosis[13] o infecciones piógenas; linfomas; leucemia que se extiende a las meninges; paperas meningoencefalíticas; o hipoglucemia. Un nivel de glucosa inferior a un tercio de los niveles de glucosa en sangre en asociación con niveles bajos de lactato en LCR es típico en la deficiencia hereditaria de transportador de glucosa en LCR también conocida como enfermedad de De Vivo.[14] * El aumento de los niveles de glucosa en la sangre de los niños es un problema grave.
- El aumento de los niveles de glucosa en el líquido puede indicar diabetes, aunque se sigue aplicando la regla del 60%.[15][16]
- Niveles elevados de glutamina[17] suelen estar implicadas en las encefalopatías hepáticas,[18][19] Síndrome de Reye,[20][21] coma hepático, cirrosis,[19] hipercapnia y depresión.[22]
- El aumento de los niveles de lactato puede ocurrir la presencia de cáncer del SNC, esclerosis múltiple, enfermedad mitocondrial hereditaria, presión arterial baja, suero bajo fósforo. fósforo, alcalosis respiratoria, convulsiones idiopáticas, lesión cerebral traumática, isquemia cerebral, absceso cerebral, hidrocefalia, hipocapnia o meningitis bacteriana.[15]
- La enzima lactato deshidrogenasa puede medirse para ayudar a distinguir las meningitis de origen bacteriano, que suelen asociarse a niveles elevados de la enzima, de las de origen vírico en las que la enzima es baja o está ausente.[23]
- Los cambios en el contenido proteico total del líquido cefalorraquídeo pueden ser consecuencia de un aumento patológico de la permeabilidad de la barrera sangre-líquido cefalorraquídeo,[24] obstrucciones de la circulación del LCR, meningitis, neurosífilis abscesos cerebrales, hemorragia subaracnoidea, poliomielitis, enfermedad del colágeno o síndrome de Guillain-Barré, fuga de LCR, aumento de la presión intracraneal o hipertiroidismo. Niveles muy elevados de proteínas pueden indicar meningitis tuberculosa o bloqueo medular.
- La tasa sintética de IgG se calcula a partir de los niveles medidos de IgG y proteína total; está elevada en trastornos inmunitarios como la esclerosis múltiple, la mielitis transversa y la neuromielitis óptica de Devic. Pueden detectarse bandas oligoclonales en el LCR pero no en el suero, lo que sugiere una producción intratecal de anticuerpos.

| Infección        | Aspecto               | WBCs / mm3                       | Proteína (g/L)                     | Glucosa                    |
| ---------------- | --------------------- | -------------------------------- | ---------------------------------- | -------------------------- |
| Normal           | Clara                 | <5                               | 0.15 to 0.45                       | > 2/3 de glucosa en sangre |
| Bacterial        | Amarillenta, turbia   | > 1,000 (principalmente PMNs)    | > 1                                | Baja                       |
| Meningitis viral | Claro                 | < 200 (mayormente linfocitos)    | Aumento leve                       | Normal o ligeramente bajo  |
| Tuberculosis     | Amarillento y viscoso | Aumento modesto                  | Aumento marcado                    | Disminución                |
| Hongos           | Amarillenta y viscosa | < 50 (principalmente linfocitos) | Inicialmente normal, luego aumenta | Normal o ligeramente bajo  |